# Las edades de Lulú (película)
Las edades de Lulú es una película española erótico-dramática de 1990 escrita y dirigida por Bigas Luna y protagonizada por Francesca Neri, Óscar Ladoire, María Barranco y Javier Bardem. Está basada en la novela homónima de Almudena Grandes.

## Sinopsis
Lulú es una chica de quince años que sucumbe a los atractivos de Pablo, un amigo de la familia. Después de esta experiencia, Lulú alimenta durante años el deseo por ese hombre, quien volverá a entrar en su vida un tiempo más tarde, prolongando así el juego amoroso. Pablo crea para ella un mundo aparte, un universo privado donde el tiempo carece de valor. Pero pronto este mundo idealizado se va a quebrar, cuando una Lulú de treinta años penetre en el infierno de los deseos prohibidos.

## Producción
La actriz Ángela Molina, que iba a protagonizar la película, se retiró del proyecto poco tiempo antes del comienzo del rodaje. Fue sustituida por la actriz italiana Francesca Neri.
En la película interviene brevemente un joven Javier Bardem, en uno de sus primeros trabajos en cine; su físico musculoso y el papel que interpretaba contribuyeron a fijar una imagen agresiva del actor, que abandonaría progresivamente en posteriores trabajos.

## Premios
- María Barranco ganó el Goya a la mejor actriz de reparto.